# Okres Kitzbühel
Okres Kitzbühel je okres v rakouské spolkové zemi Tyrolsko. Má rozlohu 1163,28 km² a žije zde 63 069 obyvatel (k 1. 1. 2016). Sídlem okresu je město Kitzbühel. Okres se dále člení na 20 obcí (z toho jedno město a 3 městysy).

## Města a obce

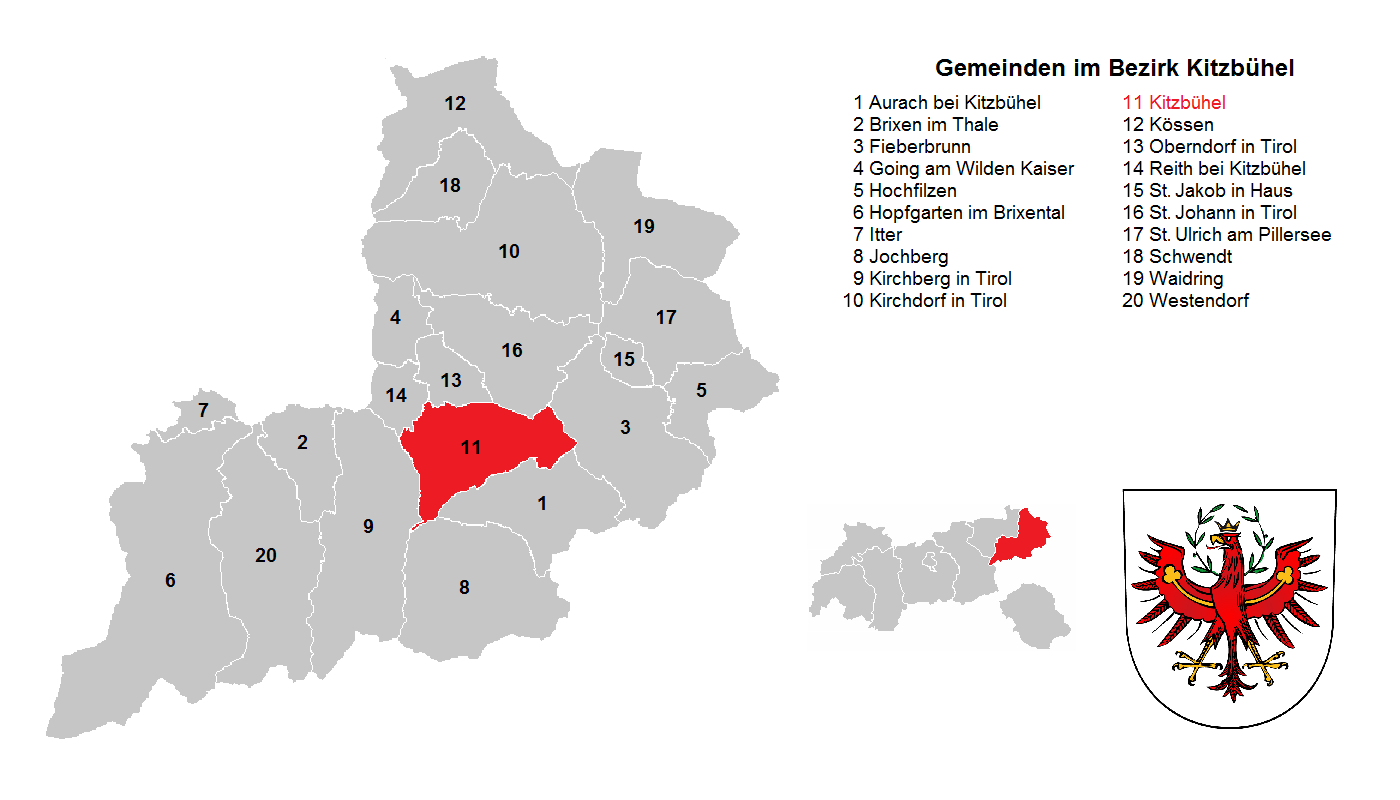
Obce v okrese Kitzbühel

| Města: - Kitzbühel Městysy: - Fieberbrunn - Hopfgarten im Brixental - St. Johann in Tirol Obce: - Aurach bei Kitzbühel - Brixen im Thale - Going am Wilden Kaiser - Hochfilzen | - Itter - Jochberg - Kirchberg in Tirol - Kirchdorf in Tirol - Kössen - Oberndorf in Tirol - Reith bei Kitzbühel - Schwendt - St. Jakob in Haus - St. Ulrich am Pillersee - Waidring - Westendorf |